# 4 Dywizja Dragonów

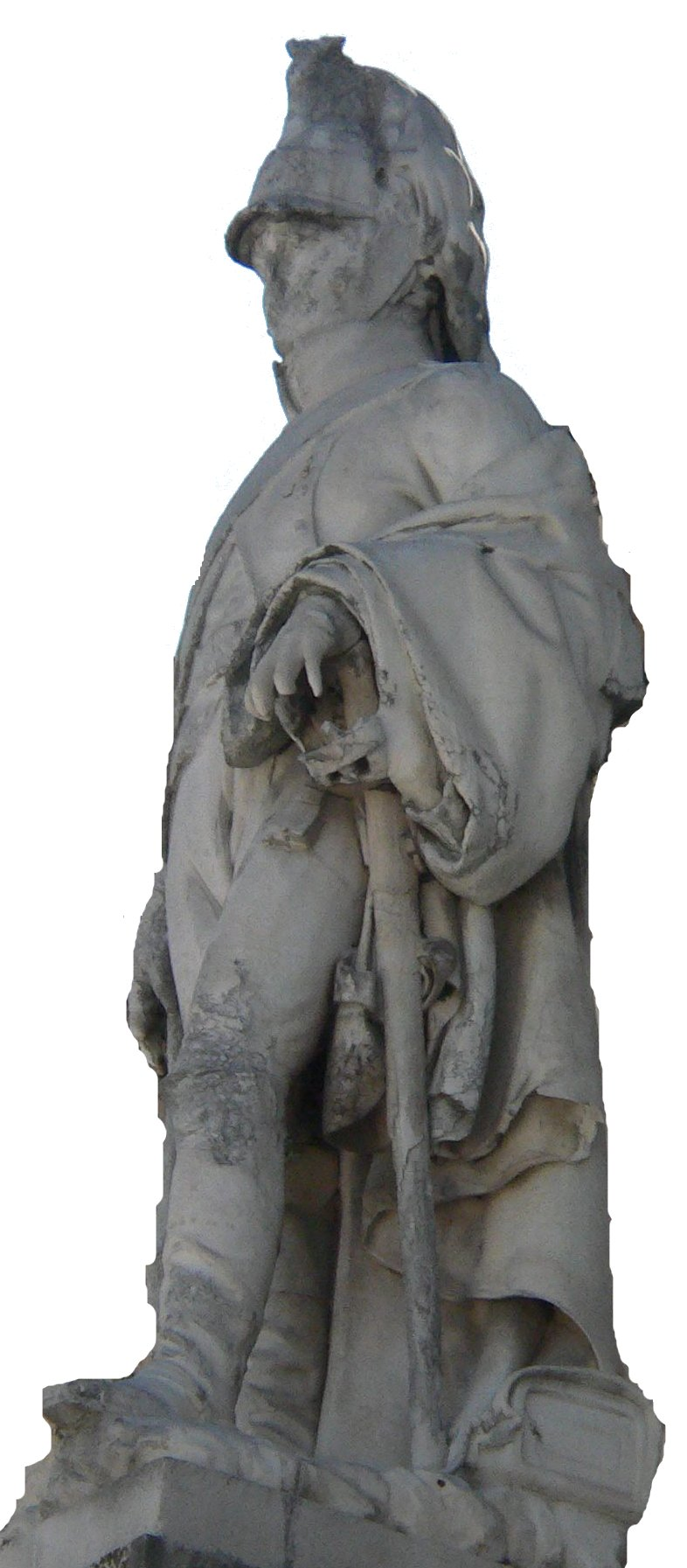
Pomnik dragona w Paryżu

4 Dywizja Dragonów – jedna z dywizji w strukturze organizacyjnej Wielkiej Armii I Cesarstwa Francuskiego. Brała udział w wojnach napoleońskich, m.in. w bitwie pod Austerlitz (1805) jako przydzielona do III Korpusu z rezerwy kawalerii.
Jej dowódcą był gen. dyw. Bourcier.

## Skład w bitwie pod Austerlitz
- Brygada gen. bryg. Sahuca
  - 15 Pułk Dragonów
    - 1 szwadron
    - 2 szwadron
    - 3 szwadron

  - 17 Pułk Dragonów
    - 1 szwadron
    - 2 szwadron
    - 3 szwadron
- Brygada gen. bryg. Laplanche'a
  - 18 Pułk Dragonów
    - 1 szwadron
    - 2 szwadron
    - 3 szwadron

  - 19 Pułk Dragonów
    - 1 szwadron
    - 2 szwadron
    - 3 szwadron
- Brygada gen. bryg. Verdière'a
  - 25 Pułk Dragonów
    - 1 szwadron
    - 2 szwadron
    - 3 szwadron

  - 27 Pułk Dragonów
    - 1 szwadron
    - 2 szwadron
    - 3 szwadron